# Kim Kyung-ju
Kim Kyung-ju (* 14. Juli 1976 in Gwangju) ist ein südkoreanischer Lyriker.

## Leben
Kim Kyung-ju wurde am 14. Juli 1976 in Kwangju geboren. Er debütierte 2003 durch seine Teilnahme am Frühjahrs-Literaturwettbewerb der Seoul Sinmun. Sein erstes lyrisches Werk Ich bin eine Jahreszeit, die es in dieser Welt nicht gibt (나는 이 세상에 없는 계절이다) veröffentlichte er 2006. Insgesamt wurden über 10 000 Exemplare davon verkauft.
Häufig sind die Erzähler in Kims Gedichten Personen, die unaufhörlich von Ort zu Ort ziehen, ohne irgendwo zu stoppen. Wie Nomaden weigern sich die Erzähler, sich irgendwo niederzulassen, und genießen es, die Grenzen ihrer Freiheit zu erkunden. Inmitten dieser Reisen spüren sie das innige Wesen des Lebens.

„나는 붓다의 수행 중 방랑을 가장 사랑했다 방랑이란 그런 것이다 쭈그려 앉아서 한 생을 떠는 것 사랑으로 가슴으로 무너지는 날에도 나는 깨어서 골방 속에 떨곤 했다 이런 생각을 할 때 내 두 눈은 강물 냄새가 난다“

„Von Buddhas Lehren hat mir schon immer das Wandern am besten gefallen. Wandern ist so. Gebückt dasitzend, ein ganzes Leben zittern. Selbst an Tagen, an denen mein Herz vor Liebe zusammenbrach. Erwacht saß ich sonst immer in einem kleinen Hinterzimmer. Wenn ich so denke, dann verströmen meine Augen den Geruch von Flusswasser.“

Wie das Geständnis des Autors in diesem Gedicht reflektiert auch der Erzähler nicht leise und in einem geschlossenen Raum über das Leben, sondern ergreift direkt den dynamischen Strom des Lebens auf der Straße.
Kim schreibt aus verschiedenen Perspektiven, um das ‚Poetische‘ zu bewahren, in einer Welt, die der Poesie den Rücken zugewendet hat. Er versucht, die Krise, in der die Poesie steckt, zu überwinden, indem er mit anderen Kunst-Genres verhandelt. Hierfür schreibt er nicht nur Gedichte, sondern ist ebenfalls interessiert an Aufführungen und Events wie Ausstellungen und Lesungen. Außerdem beteiligt er sich an vielen kulturellen Aktivitäten wie Theater, Musicals und unabhängigem Filmschaffen sowie Literatur teil. Mit seinen Erfahrungen aus diesen Aktivitäten versucht er die problemlose Kommunikation zwischen jungen Dichtern, Schriftstellern und deren Lesern zu ermöglichen, indem er literarische Festivals organisiert.
Besonders in letzter Zeit gibt er sich der Performance Poetry hin, bei der Dichter nicht einfach auf der Bühne auftreten und ihre Werke vortragen. Stattdessen lernen die Dichter ihr Werk auswendig und spielen es den Zuschauern vor, wie ein kurzes Theaterstück. Auf diese Weise versucht er, anderen Leuten zu zeigen, dass ein Gedicht vorzutragen nicht bedeutet, es einfach nur laut vorzulesen, sondern eine eigene Art von Kunst ist, die eine typische narrative Struktur besitzt, in der verschiedene Formen von Kunst in sich vereint sind. Kim vertritt die Meinung, dass Lyrik an der Front der Sprachkunst steht, und ist von der Notwendigkeit überzeugt, mit Lyrik zu experimentieren, damit sie eine wirkliche Kunst wird.

## Arbeiten

### Koreanisch
- 나는 이 세상에 없는 계절이다 Ich bin eine Jahreszeit, die es in dieser Welt nicht gibt (2006)
- 노빈손의 판타스틱 우주 원정대 Robinsons fantastische Weltraumreise (2006)
- 패스포트 Reisepass (2007)
- 안녕을 말할 때 Wenn ich Hallo/Auf Wiedersehen sage (2008)
- 기담 Eine seltsame Geschichte (2008)
- 펄프 키드 Pulp kid (2008)
- 레인보우 동경 Sehnsucht nach dem Regenbogen (2008)
- 시차의 눈을 달랜다 Die vom Jetlag müden Augen beruhigen (2009)
- 분홍주의보 Rosa Warnmeldung (2010)
- 노빈손 조선 최고의 무역왕이 되다 Robinson wird Chosŏns erfolgreichster Händler (2010)
- 밀어 Von sich stoßen (2012)

## Auszeichnungen
- 2009: 김수영 문학상 (Kim-Su-yŏng-Literaturpreis)
- 2009: 오늘의 젊은 예술가상 문학부문 (Preis für junge Künstler von heute, Kategorie Literatur)